# تيموثي فلانيجان
تيموثي فلانيجان (بالإنجليزية: Timothy Flanigan) هو محامي أمريكي، ولد في 16 مايو 1953.

## وصلات خارجية
- تيموثي فلانيجان على موقع إن إن دي بي (الإنجليزية)